# 富川春美
富川 春美（とみかわ はるみ、1968年〈昭和43年〉9月26日 - ）は、日本の元アイドル（歌手・タレント）。千葉県市川市出身。千葉県立松戸南高等学校卒業。

## 略歴
1985年（昭和60年）4月5日に『夕やけニャンニャン』の「ザ・スカウト アイドルを探せ!」のオーディションに出演、111点を獲得し会員番号12番の河合その子、13番の内海和子と共に合格し、おニャン子クラブの会員番号14番となった。富川は同番組の初回から最終回まで在籍した唯一のメンバー（※ほぼグループ全活動期にわたって在籍していた）であり、片岡鶴太郎が命名した「お富さん」の愛称で親しまれた。早い段階からソロデビューが決まり、デモテープのレコーディングも行ったが、直後の学校側からのテレビ出演禁止令により、年明けからの半年間『夕やけニャンニャン』の出演自粛を余儀なくされる。
1986年（昭和61年）の1月より番組から姿を消し、その間、何のアナウンスもされなかったことから、「第二の週刊文春喫煙事件による降板か」とも噂された。ただしこの休業は『夕ニャン』を含むテレビ出演に限られていた。同年3月16日から4月1日にかけて行われた全国縦断コンサート、『おニャン子のあぶな〜い課外授業』にはリハーサルから参加しており、ステージ上や舞台裏でおニャン子の一員として自然に活動する姿がDVD『バックステージ』に収められている。しかし5か月後、当日の日直（司会）の永田ルリ子が「今日から仲間が帰ってきました。お帰りなさい。」と紹介すると、富川は「ただいま、戻りました。」とあいさつし、復帰を果たした。
おニャン子クラブとしての活動が中期の頃になると、曲のフロントボーカルを務め、初期メンバーのほとんどが卒業した1987年4月以降は、城之内早苗や永田と共にメンバー全員を引っ張り、リーダー的な役割をこなすことが多かった。おニャン子クラブの解散後も芸能活動（※並行してモデルの活動も行った）を数年間続けたが、1988年の秋頃に女優へ転進する予定があった。
芸能界引退後は沖縄県にあるJAL系のリゾートホテルに就職し、マリンスポーツの受付嬢として働き、休日はダイビングを楽しんだ。29歳のときに5歳下の男性（米軍施設のコック）と結婚し、三児の母（専業主婦）となった。その後、布川智子（結婚後は荻野に改姓。以降は原則、「荻野」と記載）が2020年（令和2年）9月29日に投稿した公式ブログで民宿（1棟貸し）を経営していることを明かしている。

## エピソード
- メンバー内では内海和子と仲が良く、姉のように慕っていた[3]。芸能界引退後は布川智子（現・荻野智子）との交流が多く、荻野の公式ブログには「仲良しな親友」とつづったことがあった[4]。なお、富川の近況は荻野が自身の公式ブログに不定期で投稿しており、そこで確認することができる[5]。
- 工藤静香が「私が男だったら惚れていた」と発言したこともあった。
- 肩幅が広いことから、メンバー内で「ハンガー」と呼ばれていた。「ツッチーホラーショー」のクイズで、永田が何の脈絡も無く「ハンガー」とフリップに記し、その際富川の方にチラっと目線を送ったことは、コアなファンの中では「ハンガー・チラ事件」として有名である。
- アイドル時代は回転寿司巡りが好きだった。この事は番組本・おニャン子クラブの楽曲、「新・会員番号の唄」[6]・内海の公式ブログ[7]で明かされている。
- 『夕やけニャンニャン』の「ザ・スカウト アイドルを探せ!」のオーディションにてチャームポイントは八重歯と答えていたが、後[いつ?]に歯列矯正を受けている。
- 誕生日はおニャン子クラブのメンバー、横田睦美と同じ日である（※横田は1967年生まれ）。
- 読売テレビで2013年5月18日に放送された『ガリゲル』において、たまたまロケ先で取材される母親として登場した[注 6]。
- 2017年にFLASHの取材に応じ、沖縄に移住するきっかけを語った。富川はこの取材で「おニャン子を卒業したあと、ある番組[注 7]で沖縄を訪れて、オクマビーチに魅せられてしまった」と語っている[1]。

## 音楽

### フロントボーカル曲

#### シングル曲
- お先に失礼
- NO MORE 恋愛ごっこ
- かたつむりサンバ
- ウェディングドレス
- 私をよろしく

#### アルバム曲
- 恋愛御見舞申し上げます（『夢カタログ』に収録）
- 避暑地の森の天使たち（『PANIC THE WORLD』に収録）
- 体育館はダンステリア（『PANIC THE WORLD』に収録）
- 早口言葉でサヨナラを（『NON-STOP おニャン子』に収録）
- ハートに募金を（『SIDE LINE』に収録）
- シンデレラのシューズ（『Circle』に収録）
- 白いコスモスの頃（『Circle』に収録）
- 間に合うかもしれない（『Circle』に収録）

### その他参加曲
- なぜ?の嵐（吉沢秋絵 with おニャン子クラブ）
- 黄昏の孔雀（吉沢秋絵 with おニャン子クラブ）
- いじわるねDarlin'（フロントボーカル：中島美春・名越美香）
- うしろゆびさされ組（うしろゆびさされ組）
- 桜が手を振る前に（内海和子 with おニャン子クラブ）

## 出演

### テレビ
- NHK教育『NHK短期集中講座 新ダイビング術 実践編』（1990年7月9日 - 12日[8]、松浦知子と共演[9]）

### CM
- カネボウホームプロダクツ「朝シャン」（1989年、田村英里子と共演）
- タケダスポーツ（1990年 - 1991年、伊奈かっぺい・レイナと共演[注 8]。北東北ローカル）
- 千寿製薬「マイティアCL」（※CA制服姿で出演）

## 雑誌
- デラべっぴん No.33（1988年8月号、英知出版）[10] - 表紙モデル